# Rumalderen
Rumalderen er en tidsperiode, hvor mennesket har aktivitet i rummet, rumkapløbet, rumforskning og rumteknologi. Perioden angives normalt til at begynde, da Sovjetunionen opsendte rumsonden Sputnik i oktober 1957.
 Der er for få eller ingen kildehenvisninger i denne artikel, hvilket er et problem. Du kan hjælpe ved at angive troværdige kilder til de påstande, som fremføres i artiklen.

| Rumfart | Spire Denne artikel om rumfart er en spire som bør udbygges. Du er velkommen til at hjælpe Wikipedia ved at udvide den. |